# Der fliegende Zirkus der Physik
Der fliegende Zirkus der Physik von Jearl Walker (Original-Erstausgabe The Flying Circus of Physics.  John Wiley & Sons, USA, 1975) ist ein Buch, das sich mit physikalischen Phänomenen der Umwelt auseinandersetzt und diese erklärt.
Aufgrund der einfach gehaltenen Schreibweise und der reichhaltigen Bebilderung ist es auch für Physik-Laien, sogar für Kinder, einfach, den Erklärungen zu folgen. Die deutsche Erstübersetzung erfolgt durch Uta und Lothar Weichert 1977 im Verlag Oldenbourg.
Das Buch selbst ist in zwei Abschnitte gegliedert, in einen Teil, der nur Fragen aufwirft, und einen weiteren Teil am Ende des Buches, welcher die Fragen beantwortet und physikalisch erklärt.
Eine Frage wäre z. B.:
„Es ist nicht besonders gut, bei großer Mittagshitze die Blätter eines Baumes oder Strauches mit Wasser zu bespritzen, denn die Wassertropfen hinterlassen braune Flecke auf ihnen. Was verursacht sie?“ (5.28)
Die Antwort lautet:
„Die Tropfen wirken wie ein Brennglas, wodurch die Blätter verbrennen.“
Walker ist auch bekannt für seine Kolumnen in der Zeitschrift Scientific American, die teilweise auch als Bücher erschienen sind.